# José Roberto Bertrami
José Roberto Bertrami (Tatuí, 21 febbraio 1946 – Rio de Janeiro, 8 luglio 2012) è stato un cantante e pianista brasiliano.

## Biografia
Membro del gruppo Azymuth, ebbe successo anche da solista con la canzone Linha do Horizonte.
In oltre quarant'anni di carriera pubblicò 27 lavori, tra cui LP e CD, e in Portogallo fece uscire quattro doppi CD durante il periodo della Jovem Guarda.
Ottenne numerosi premi e trofei importanti dalla scena artistica brasiliana.
Partecipò a diversi programmi televisivi sull'asse Rio-São Paulo.
Bertrami fu molto applaudito nei concerti tenutisi in Colombia e in Paraguay. Trascorse i suoi ultimi anni a Rio de Janeiro.